# Rachel Berendt
Pour les articles homonymes, voir Berendt et Arkell.
Marie Monique Arkell, connue sous le nom de scène Rachel Berendt (parfois Rachel Bérendt) est une actrice française, née le 4 mai 1893 dans le 14e arrondissement de Paris et morte le 19 janvier 1957 dans le 16e arrondissement de Paris.

## Biographie

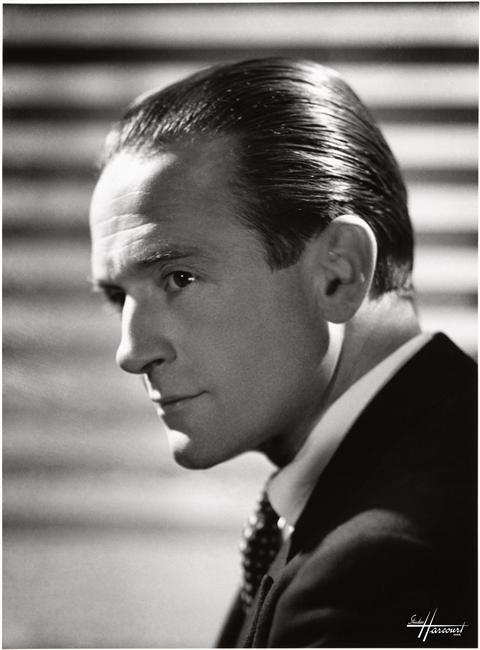
Pierre Fresnay, 1939

Marie Monique Arkell est la fille de Henry Vincent Arkell, journaliste, et de Rosy Caroline Robertson.
Elle épouse en 1918 son condisciple au Conservatoire, le comédien Pierre Fresnay. Elle est surnommée alors « Nanet ». Le couple habite depuis 1917 au 15 rue Ravignan à Montmartre puis divorce en 1928.
Elle a étudié avec Sarah Bernhardt.  Elle a connu un long succès sur les scènes londoniennes et interprété, dans les deux langues, La Dame aux camélias. Pendant la Seconde guerre mondiale, elle fait partie d'une troupe théâtrale en Argentine.
En 1945, elle publie Sarah Bernhardt, En Mi Recuerdo. Elle ne rentre en France qu'en 1950.

## Filmographie
- 1913 : Jeanne la maudite de Georges Denola (935 m) - Jeanne
- 1922 : Les Mystères de Paris de Charles Burguet (12,070 m, en 12 époques) - La Louve
- 1931 : Paris Béguin de Augusto Genina - Gaby
- 1941 : Una vez en la vida de Carlos Borcosque
- 1951 : Journal d'un curé de campagne de Robert Bresson - La comtesse  (sous son nom à l'état-civil, Marie-Monique Arkell)

## Théâtre
- 1922 : La Dame aux camélias d'Alexandre Dumas, 39th Street Theatre, New York
- 1922 : Le Duel de Henri Lavedan, 39th Street Theatre, New York
- 1922 : L'Aventurière d'Émile Augier, 39th Street Theatre, New York
- 1925 : La Robe d'un soir de Rosemonde Gérard, mise en scène Firmin Gémier, Théâtre de l'Odéon
- 1928 : Amours de Paul Nivoix, Théâtre de l'Odéon
- 1928 : Caste de Thomas William Robertson, Théâtre Old Vic, Londres
- 1931 : Judith de Jean Giraudoux, mise en scène Louis Jouvet
- 1935 : Le Médecin de son Honneur de Pedro Calderón de la Barca, mise en scène Charles Dullin, Théâtre de l'Atelier
- 1935 : The Unguarded Hour de Bernard Merivale, au Phoenix Theatre de Londres
- 1937 : Les Innocentes de Lillian Hellman
- 1952 : Phèdre de Jean Racine, mise en scène Gaston Baty